# جبل أسود (ريمة)

تعديل مصدري - تعديل

جبل أسود أو قرية جبل أسود، نسبة إلى: الجبل، هي إحدى قرى عزلة بني سعيد الواقعة ضمن مديرية الجعفرية التابعة لمحافظة ريمة، بلغ تعداد سكانها (146) نسمة حسب تعداد اليمن لعام 2004.

## المحلات التابعة للقرية
1. الذراع العالي.
2. الذراع السافل.